# Аеропорто (Вибо Валенција)
Аеропорто (итал. Aeroporto) је насеље у Италији у округу Вибо Валенција, региону Калабрија.
Према процени из 2011. у насељу је живело 226 становника. Насеље се налази на надморској висини од 518 м.